# Троїця (Болгарія)
Тро́їця (болг. Троица) — село в Шуменській області Болгарії. Входить до складу общини Великий Преслав.

## Населення
За даними перепису населення 2011 року у селі проживали 755 осіб.
Національний склад населення села:
| Національність   | Кількість осіб | Відсоток |
| ---------------- | -------------- | -------- |
| турки            | 397            | 52,9%    |
| болгари          | 344            | 45,9%    |
| Всього відповіли | 750            |          |

Розподіл населення за віком у 2011 році:
Динаміка населення: